# دانشگاه کاسم باندیت
دانشگاه کاسم باندیت (KBU) یک دانشگاه خصوصی در تایلند است. این دانشگاه که در سال ۱۹۸۷ تأسیس شد، برنامه‌های آکادمیک را در سطوح کارشناسی ارشد و کارشناسی ارائه می‌دهد.
از جمله مؤسسات آن می‌توان به مؤسسه حقوق رسانه‌های دیجیتال در دانشگاه کاسم باندیت اشاره کرد. مجله دانشگاه در سال ۱۹۹۹ شروع به کار کرد.